# Henry Pierce Bone
Henry Pierce Bone (Londres, Inglaterra; 6 de noviembre de 1779-ib., 21 de octubre de 1855) fue un pintor de esmalte inglés.

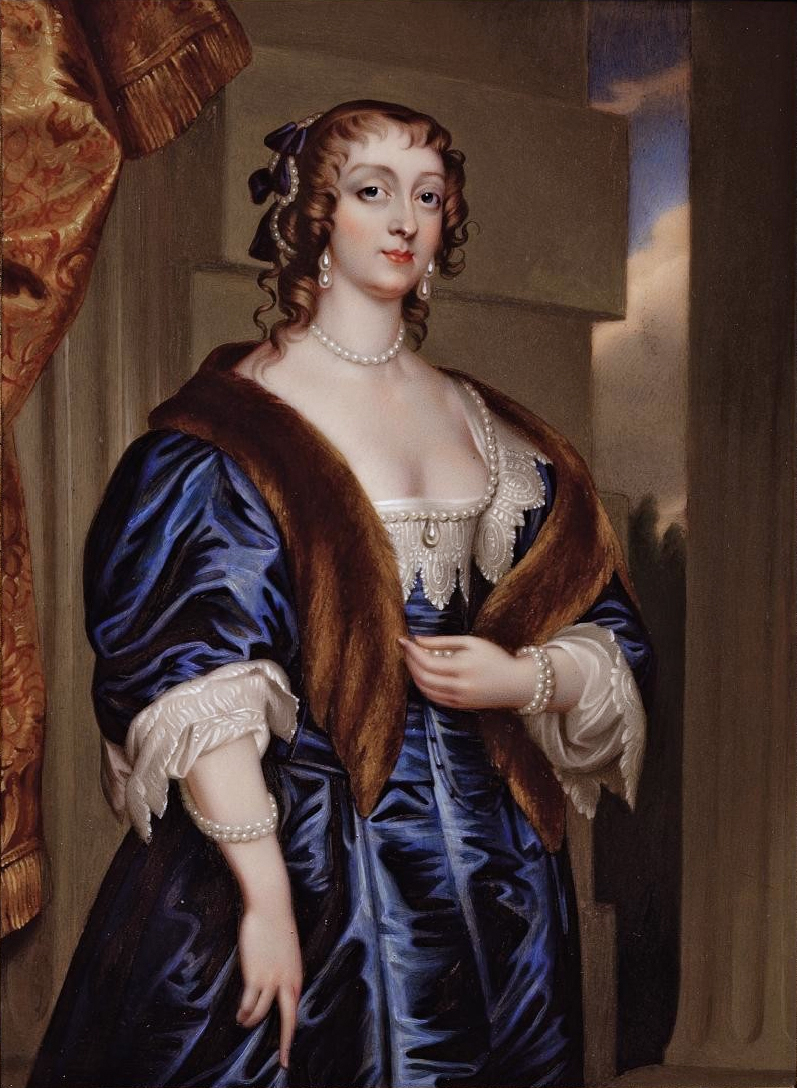
Lady Mary Feilding, duquesa de Hamilton - hija de William Feilding, primer conde de Denbigh (1839, después de Anthony van Dyck).

## Biografía

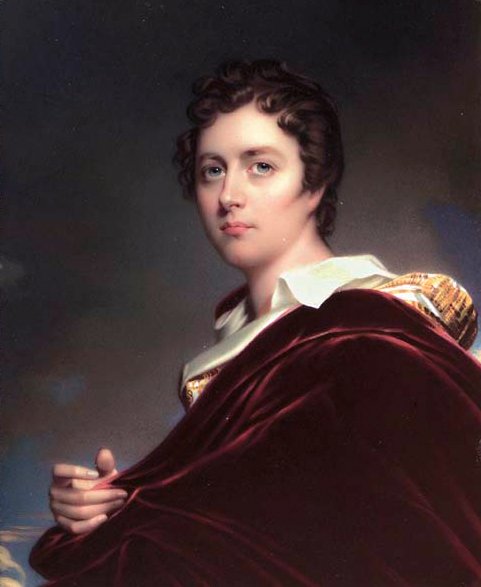
Lord Byron por Henry Pierce Bone

Bone era hijo de Henry Bone, el notable pintor de esmaltes, y de Elizabeth van der Meulen, descendiente del distinguido pintor de batallas Adam Frans van der Meulen. Su hermano fue el artista Robert Trewick Bone (1790-1840). Recibió su educación artística de su padre.
Se inició como pintor de óleos y expuso algunos retratos a los veinte años. En 1806 comenzó a pintar temas clásicos, y continuó haciéndolo hasta 1833, cuando volvió al arte del esmaltado de su padre, que continuó practicando hasta el año de su muerte.
En 1846 publicó un catálogo de sus esmaltes. Fue nombrado sucesivamente pintor de esmaltes de Adelaida de Sajonia-Meiningen, de la reina Victoria y Alberto de Sajonia-Coburgo-Gotha. Aunque sus esmaltes no alcanzaron la calidad de los de su padre, muestran una habilidad muy considerable, y no solo era un dibujante rápido, sino que sus diseños para temas clásicos y bíblicos eran audaces y hábiles.
Bone murió en el número 22 de Percy Street, Londres el 21 de octubre de 1855.